# 天庆 (大延琳)
天庆（1029年八月—1030年八月）是辽代时期的兴辽政权大延琳的年号。共计2年。

## 改元
- 1029年——八月三日，大延琳建立興遼國，建元天慶。[2][3]
- 1030年——八月二十五日，大延琳被擄，興遼國滅亡。[2]

## 纪年對照表
| 天庆 | 元年   | 二年   |
| ---- | ------ | ------ |
| 公元 | 1029年 | 1030年 |
| 干支 | 己巳   | 庚午   |

## 同期存在的其他政权年号
- 中國
  - 太平（1021年－1031年）：辽—辽圣宗耶律隆绪的年号
  - 天圣（1023年－1032年）：宋—宋仁宗趙禎之年號
  - 正治（1027年－1041年）：大理—段素真之年號
- 越南
  - 天成（1028年－1034年）：李朝—李佛瑪之年號
- 日本
  - 長元（1028年－1037年）：後一條天皇與後朱雀天皇之年号

## 参看
- 中國年號索引
- 其他政权使用的天慶年号

## 深入閱讀
- 李崇智. . 北京: 中華書局. 2004年12月. ISBN 7101025129.
- 鄧洪波. . 臺北: 國立臺灣大學東亞經典與文化研究計劃. 2005年3月  [2021-11-28]. ISBN 9789860005189. （原始内容 (pdf)存档于2007-08-25）.